# Мока
Вижте пояснителната страница за други значения на Мока.
Мока (на английски: Moka; на френски: Moka) е село в северозападен Мавриций, административен център на окръг Мока. Населението му е около 8 900 души (2011).
Разположено е на 203 метра надморска височина, на 7 километра югоизточно от центъра на столицата Порт Луи и от брега на Индийския океан. Традиционно място за отглеждане на захарна тръстика, със спада в това производство в началото на XXI век част от земите около селището се преобразуват в жилищни райони.